# بلوش تركمانستان
بلوش تركمانستان هم مجتمع صغير ينتمي إلى شعب البلوش الذين يعيشون بشكل أساسي في باكستان وإيران وأفغانستان. يبلغ عدد بلوش تركمانستان 300 ألف نسمة، وهم من السكان الدائمين.
هاجر المجتمع البلوشي إلى نهر مرو ونهر المرغاب الداخلية من المناطق الواقعة غرب وشمال هرات وأفغانستان ومنطقة تشاخانسور في ولاية نمروز الأفغانيَّة وإيران في منتصف القرن التاسع عشر. تبع ذلك المزيد من الهجرات في أوائل القرن العشرين وقبل إغلاق الحدود الروسية / السوفيتية في عهد ستالين في عام 1925.

## قراءة إضافية
- Wixman, Ronald. The Peoples of the USSR: An Ethnographic Handbook. (Armonk, New York: M. E. Sharpe, Inc., 1984) p. 25-26.
- MOSHKALO, Vyacheslav V. 2000: "Language and Culture of the Baloch in Turkmenistan". In: Carina JAHANI (ed.): Language in Society – Eight Sociolinguistic Essays on Balochi [Studia Iranica Upsaliensia 3]. Uppsala: Uppsala University, pp. 97–103
- Languages of Turkmenistan, Ethnologue.com